# بوريليا تانوكية
بوريليا تانوكية (بالإنجليزية: Borrelia tanukii)‏ هي نوع من البكتيريا، سلبية الغرام، تتبع البوريليا.